# Casa de los cuatro bustos
La Casa de los cuatro bustos es una casona colonial ubicada en la ciudad del Cusco, Perú. Ocupa el solar ubicado al noroeste del Coricancha, antiguo templo principal dedicado al dios sol durante el incanato. Se destaca porque en el dintel de la puerta que da hacia la calle San Agustín se aprecian cuatro bustos representando a Juan de Salas y Valdez, su esposa, su hijo y su nuera. Actualmente es sede del hotel Palacio del Inka de la marca The Luxury Collection de la cadena hotelera Starwood.
Desde 1972 el inmueble forma parte de la Zona Monumental del Cusco declarada como Monumento Histórico del Perú. Asimismo, en 1983 al ser parte del casco histórico de la ciudad del Cusco, forma parte de la zona central declarada por la UNESCO como Patrimonio Cultural de la Humanidad.

## Historia
El inmueble formó parte de la antesala al Coricancha y de la gran plaza del sol (Intipampa). En 1533, a la llegada de los españoles, el solar fue entregado a Gonzalo Pizarro quien luego lo vendió al marqués Juan de Salas y Valdez, quien mandó construir ahí una casona de dos pisos usando los muros incas e introduciendo los arcos de piedra. Juan de Salas Valdez fue hijo del capitán del mismo nombre quien fuera conquistador del Perú y fue uno de los primeros alcaldes del Cabildo del Cusco. Actuó en las guerras civiles entre conquistadores y fue procurador mayor y regidor del Cusco. Es señalado también como hermano del Arzobispo de Sevilla Fernando de Valdés y Salas. Los descendientes de Salas huyeron de la ciudad durante la rebelión de Túpac Amaru II.
Ya en tiempos de la República, A mediados el siglo XX el edificio fue recuperado por el gobierno y utilizado como Museo Virreinal por un par de décadas hasta que mediante Resolución Suprema N° 207 del 1 de marzo de 1967, fue establecido como Museo Histórico Regional y se mudó a la Casa de Garcilaso de la Vega. En 1976, la cadena hotelera Hoteles Libertador adquirió el inmueble y lo administró durante varios años. En el 2013, tras una remodelación con un costo de quince millones de dólares americanos, la cadena estadounidense Starwood la incluyó dentro de su cartera como parte de la marca The Luxury Collection.

## Puerta
El principal elemento que destaca en el inmueble lo constituye su portada que da hacia la Calle San Agustín y que da el nombre al inmueble. La portada se encuentra flanqueada por columnas dóricas de fuste estriado, apoyadas sobre pedestales. Las columnas de proporciones bajas con hojas en el imoscapo presentan un tercio inferior abultado y su capitel corintio. Las jambas están constituidas por una pilastra a cada lado y en el pedestal presenta un rosetón en alto relieve labrado dentro de un marco rectangular a manera de chambrana. En el cuerpo de la pilastra van en sucesión cinco rosetones también en relieve y contenidos en otro marco rectangular. El capitel está exornado y sobre el ábado, sienta el dintel constituido por una sola pieza lítica.
En el dintel se encuentran talladas cuatro figuras humanas (busto y cabeza), dos a cada lado de un escudo central. El escudo consta de un león coronado posado sobre las patas traseras y encerrado en cinta cuasi elíptica que contiene una inscripción. Las figuras fueron identificadas por primera vez por el historiador peruano Luis Enrique Tord y corresponden, de izquierda a derecha, a:
- Usenda de Bazán, esposa del conquistador Juan de Salas y Valdez.
- Juan de Salas y Valdez, dueño de la casa.
- Fernando de Salas Valdez Bazán, hijo primogénito del dueño.
- Leonor de Tordoya y Palomino, esposa de Fernando[5].

Sobre el portal se encuentra esculpido un escudo dividido en cuatro cuarteles. En el primero presenta un castillo sobre cuyas almenas está un león nacioente más tres veneras, una a cada lado del castillo y otra al pie. Estas armas corresponden a los Salas de Asturias y coinciden con lo afirmado por Juan de Salas en su testamento respecto de que es natural de la villa de Salas en el principado de Asturias. El segundo cuartel muestra tres fajas y diez círculos surmontados de aspas. Estas armas corresponden a los Valdez. El tercer cuartel muestra una espada punta arriba pasada por un lunes compuesto por cuatro medias lunas rodeado de cinco flores de lis y, en la bordura, siete aspas. Estas armas corresponden a Doña Palla. El último cuartel está compuesto de una palmera sobre ondas de agua entre llamas de fuego que corresponden a los Dóriga. Tanto Doña Palla como Dóriga eran linajes de los que descendía Salas por su lado materno.
Finalmente, sobre el escudo se abre una ventana partida con una columnilla al centro. Los vanos de la ventana culminan en arcos de medio punto.

#### Libros y publicaciones
- Angles Vargas, Víctor (1983). Historia del Cusco Cusco Colonial Tomo II Libro Segundo. Lima: Industrialgrafica S.A.
- Samanez Argumedo, Roberto. «El manierismo y su transición al barroco en la arquitectura cusqueña del siglo XVII». III Encuentro internacional manierismo y transición al barroco: 201-2013. Consultado el 4 de septiembre de 2019.

- Datos: Q42829804
- Multimedia: Casa de los cuatro bustos / Q42829804